# Mollinedia salicifolia
Mollinedia salicifolia är en tvåhjärtbladig växtart som beskrevs av Janet Russell Perkins. Mollinedia salicifolia ingår i släktet Mollinedia och familjen Monimiaceae. Inga underarter finns listade i Catalogue of Life.